# Stadtgraben Teupitz
Der Stadtgraben Teupitz ist ein Meliorationsgraben und Zufluss des Teupitzer Sees auf der Gemarkung der Stadt Teupitz im Landkreis Dahme-Spreewald in Brandenburg. Der Graben beginnt auf einer landwirtschaftlich genutzten Fläche, die sich südlich des Stadtzentrums befindet. Von dort verläuft er vorzugsweise in nördlicher Richtung in das Stadtzentrum. Von Norden fließt über einen Seitenarm weiteres Wasser zu. Der Graben schwenkt in westliche Richtung und entwässert in den Teupitzer See.